# Масленнікова Леокадія Гнатівна
Леокадія Гнатівна Масленнікова (8 березня 1918, Саратов — 18 червня 1995, Москва) — радянська оперна і естрадна співачка, лірико-драматичне сопрано. Лауреат Сталінської премії (1949). Народна артистка РРФСР (1961).

## Біографічні відомості
У 1938—1941 роках навчалася в музичному училищі при Мінській консерваторії. Потім переїхала до Києва, де закінчила Київську консерваторію по класу вокалу Д. Г. Євтушенка (1946).
У 1944—1946 роках — солістка Українського театру опери і балету, потім, протягом 23 років (до 1969 року) — солістка Большого театру.
За оцінками театральної критики тих років, Леокадія Гнатівна володіла сильним дзвінким голосом красивого тембру, великою музичною культурою, тонко володіла мистецтвом фразування. Була першою виконавицею на сцені Большого театру ряду партій, зокрема, Маженки («Продана наречена» Б. Сметани, 1949), Сашеньки («Мати» Т. М. Хрєнникова, 1957), Мелінди («Банк бан» Ф. Еркеля, 1959).
Крім оперної сцени, успішно займалася концертною діяльністю, виконувала естрадні та народні пісні. Виїжджала з гастролями за кордон (Югославія, Австрія, Угорщина, Польща, Фінляндія, Чехословаччина, Албанія, Індія, Греція, Туреччина, Данія, Велика Британія, Бельгія, Монголія).
З 1956 року викладала в ГІТІСі.
Чоловік — генерал-лейтенант авіації Федоров Сергій Костянтинович (1911—1972).